# فاضل‌آباد (گلستان)
فاضل‌آباد شهری در شهرستان علی‌آباد استان گلستان ایران است که در ۳۰ کیلومتری گرگان واقع شده‌است.
این شهر در شرق گرگان و در غرب علی‌آبادکتول واقع شده‌است. اقوام مختلف به گفته کارشناسان بنیادنیمروز در این شهربا برادری باهم زندگی می‌کنند این شهر اگر چه از شهرهای کوچک کشور محسوب می‌گردد اما زادگاه چهره‌های شناخته شده‌ای مثل خشایار اعتمادی خواننده پاپ کشور می‌توان اشاره نمود

## جمعیت
بر اساس سرشماری سال ۱۳۹۵ جمعیت این شهر برابر با ۱۹٬۴۶۱ نفر جمعیت بوده‌است. مردم فاضل‌آباد به گویش کتولی زبان مازندرانی و فارسی گویش سیستانی صحبت می‌کنند.

## مردم
اکثریت جمعیت این شهر از مردم کتول که ازبومیان اصلی این شهر هستند تشکیل شده که درسال‌های اخیر سیستانیهاو شاهرودی هابه این شهر مهاجرت گسترده داشته و با زاد و ولد زیادی که داشته و دارند توانسته‌اند درصد قابل توجه ای از جمعیت شهر را تشکیل داده و در امورات سیاسی و دولتی و بازاری تاثیر بسزا داشته اند که باعث پیشرفت منطقه شده‌است. زبان محلی مردم این شهر زبان طبری است که توسط اقوام طبری‌تبار (کتولی، مازندرانی، فیوجی، شهمیرزادی) در این شهر گویش می‌شود. علاوه بر اقوام طبری همچنین از اقوام شاهرودی، سیستانی، بلوچ، خراسانی نیز در این شهر ساکن هستند.

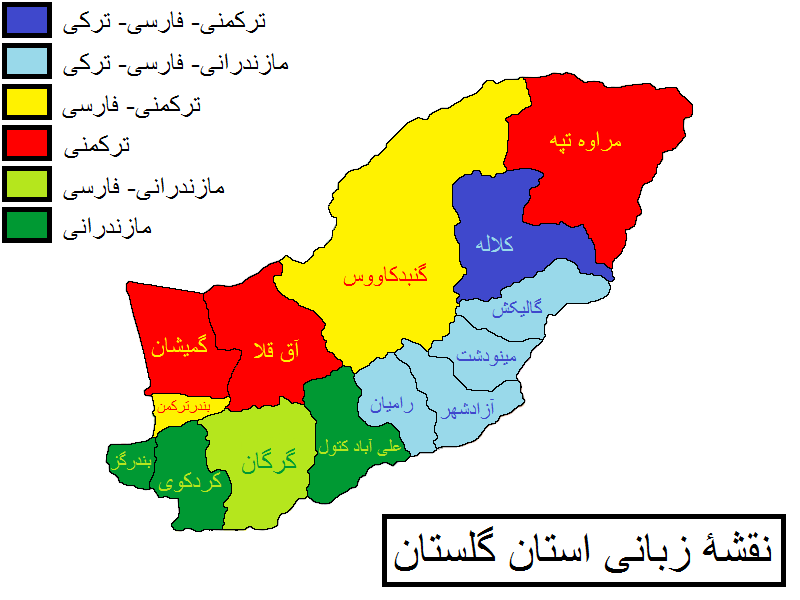
نقشهٔ زبانی استان گلستان

## گردشگری
دهنه محمدآباد (تنگه) با آب و هوای خنک در تابستان‌ها در این شهر از اماکن تفریحی این شهر می‌باشد. همچنین امامزاده‌های موجود در ارتفاعات این شهر نظیر امامزاده گنو و… از اماکن زیارتی این شهر می‌باشد.
آبشارهای زیاد و جنگل‌های زیبایی نیز در دهنه محمدآباد وجود دارد و یکی از این مکان‌ها دره بیزاران و جنگل ادان می‌باشد.